# Colpotrochia flava
Colpotrochia flava är en stekelart som först beskrevs av Brethes 1909.  Colpotrochia flava ingår i släktet Colpotrochia och familjen brokparasitsteklar. Inga underarter finns listade i Catalogue of Life.